# XS, la peor talla
XS - La peor talla es una película chilena filmada en 2001 y estrenada en 2003. Es una comedia juvenil con guion de Luis Ponce y Gonzalo Maza basada originalmente en un cuento del escritor Sergio Gómez. Dirigida y Producida por Jorge López Sotomayor, protagonizada por Benjamín Vicuña, Gonzalo Valenzuela y María Elena Swett.
La historia, que originalmente se planteó como un episodio para la serie Cuentos Chilenos de TVN en 1999 pero más tarde se transformó en un largometraje teatral, cuenta las peripecias de un estudiante intentando evitar la golpiza que el matón del colegio planea propinarle tras ser señalado como la persona que difundió rumores humillantes sobre él.
El nombre de la película corresponde a un juego de palabras ya que mientras el significado formal del vocablo talla se usa en este caso como sinónimo de "tamaño", en Chile esta palabra también corresponde a un modismo coloquial que significa "broma", por lo que el título se interpreta simultáneamente como "El peor tamaño" y "La peor broma".

## Argumento
Víctor (Benjamín Vicuña), es un adolescente normal que asiste al liceo, allí también estudia El Máquina Miranda (Gonzalo Valenzuela), un imponente, solitario y hosco muchacho con merecida fama de matón a quien todos temen y evitan, excepto Víctor, quien no tiene problemas en hablar o mostrarse amistoso con él, lo que le ha hecho ganarse la simpatía de Miranda.
Un día, durante el recreo, Pamela (María Elena Swett), la muchacha más popular del liceo y amor platónico de Víctor, los invita personalmente a su fiesta de cumpleaños en su casa esa tarde ya que sus padres no estarán, cosa que Víctor interpreta como una señal de interés por él sin saber que Pamela solo los ha invitado como un favor hacia la tímida Conny (Florencia Romero), su mejor amiga, quien siempre ha estado interesada en él. Al término de la jornada, Víctor entra a las duchas del liceo y accidentalmente ve desnudo al Máquina, quien no nota su presencia; tras reunirse con Jalil (Nicolás Saavedra), su mejor amigo, le revela que el pene del Máquina es notoriamente pequeño, pidiendo que guarde el secreto ya que ambos son conscientes de que Miranda puede llegar a ser sumamente violento cuando se enfurece.
Confiando que esa noche podrá intimar con Pamela, Víctor acompaña a Jalil a visitar al hospital a su amigo Gunther (Felipe Hurtado) para comprar algunas pastillas con que drogarse en la fiesta. Cuando Víctor sale momentáneamente de la habitación Jalil le cuenta a Gunther el secreto del Máquina y éste, cuando se retiran, se encarga de llamar a todos sus conocidos para hacerlo público.
En la fiesta, Víctor descubre que Pamela nunca ha estado interesada en él ya que es novia de Matías (Domingo Guzmán). Poco después El Máquina, único joven que fue excluido de participar en la fiesta, lo llama y le pide la dirección del lugar, prefiriendo creer que solo olvidaron invitarlo y ambos acuerdan reunirse a festejar juntos. Para horror del joven, tras cortar descubre no sólo que ya se hecho público el secreto del Máquina, sino que todos lo señalan como la persona que esparció el rumor.
Aterrado, decide esconderse en un armario para huir de los curiosos que desean más detalles, allí descubre oculta a Conny, quien se había decepcionado al comprender que Víctor estaba interesado en su amiga. Ambos pronto traban amistad y rápidamente la joven capta el interés de Víctor, quien decide irse del lugar para acompañarla de regreso a casa donde ambos se besan y dan pie al inicio de una relación. Poco después el Máquina llega a la fiesta y descubre a Matías burlándose de él, por lo que le propina una brutal golpiza hasta que Pamela, intentando proteger a su novio, señala a Víctor como el que esparció la historia.
La mañana siguiente Jalil logra contactar y advertir a Víctor antes que entre al liceo, sin embargo éste no puede ausentarse ya que ese día son los exámenes finales y de hacerlo reprobaría el año. Durante las clases recibe un mensaje del Máquina donde le promete una golpiza en venganza, posteriormente el matón advierte a Jalil que espera a Víctor esa tarde en el Deshuesadero, un edificio abandonado donde los estudiantes van a pelear, y de no presentarse se desquitará con él. 
Buscando ideas para evitar ser golpeado deciden contactar a Viñuela (Cristo Montt), un compañero que anteriormente fue víctima del Máquina para contacte a su hermano mayor, quien es karateca, pero sin tener la certeza de si se presentará a tiempo optan por buscar otras salidas. En primer lugar deciden fingir que Víctor sufre un ataque de epilepsia, pero el plan se arruina cuando Jalil, quien realmente es epiléptico, sufre una crisis debido a las amenazas del Máquina. Tras esto, Víctor denuncia de forma anónima a la dirección del liceo que el Máquina llevó marihuana al colegio; posteriormente avisa al joven que se deshaga de la hierba ya que será cateado, esperando así ganar su gratitud, sin embargo su compañero se muestra inflexible respecto a pelear con él. Sin otra opción Víctor se presenta en el Deshuesadero acompañado de todos los estudiantes y recibe una tremenda golpiza hasta que el hermano de Viñuela (Juán Luís León) llega al lugar para ajustar cuentas y a pesar de la tremenda fuerza del matón, no resulta ser rival para el karateca, quien fácilmente lo golpea y domina. 
El Máquina, furioso y abrumado, saca un arma y amenaza a los presentes, sin embargo su resentimiento no es por el rumor, sino por la forma en que siempre lo aislaron a pesar de que él deseaba integrarse y como es que, a pesar de no odiar a ninguno de ellos, inventaban rumores sobre él, doliéndole especialmente que también lo hiciera Víctor, a quien consideraba su amigo. Posteriormente, advierte que les dará a todos una lección que no podrán olvidar el resto de su vida y les enseñará a no juzgar a los demás; tras esto los obliga a ver como se quita la vida con un disparo en la cabeza.
Finalmente se oye la voz póstuma del Máquina reconociendo que hacía mucho que llevaba consigo el arma y el incidente solo fue una excusa para quitarse la vida, también explica que su muerte fue mediatizada de forma sensacionalista y desacertada por la prensa. Por último reconoce que no guardaba ningún resentimiento contra Víctor y hace mucho lo había perdonado, es más, sentía pena por él ya que tras el incidente es a quien todos relegan y ahora está siempre solo.

## Reparto
- Benjamín Vicuña como Víctor Camus.
- Gonzalo Valenzuela como El Máquina Miranda.
- Nicolás Saavedra como Jalil.
- María Elena Swett como Pamela.
- Florencia Romero como Conny.
- Cristóbal Tapia-Montt como Viñuela.
- Álvaro Uccelletti como Caneo.
- Domingo Guzmán como Matías.
- Malucha Pinto como Rebeca Chávez.
- Sandra Arriagada como Chica Norris.
- Jaime Capó como el inspector Peñaloza.
- Otilio Castro como profesor.
- Sebastián Dahm como papá de Víctor.
- Felipe Hurtado como Gunther.
- Juan Luis León como hermano de Viñuela.
- Diego López como Johanssen.
- Víctor Mix como el portero Morales.
- Eduardo Banchieri como un estudiante.

## Premios
| Año  | Premio                                            | Categoría                                   | Nominado          |
| ---- | ------------------------------------------------- | ------------------------------------------- | ----------------- |
| 2003 | Festival Internacional de Cine Auburn, Australia  | Mejor película juvenil                      | XS, la peor talla |
| 2004 | Festival Internacional de Cine de Lebu            | Premio del público a mejor película chilena | XS, la peor talla |
| 2005 | Festival Internacional de Cine de Cuenca, Ecuador | Mejor actor                                 | Benjamin Vicuña   |